# 阿莱斯·尼尔
阿歷山大·法蘭西斯·"阿歷斯"·尼爾（英語：Alexander Francis "Alex" Neil，1981年6月9日—） 是一名蘇格蘭足球運動員。曾任斯托克城的領隊。

## 生平

### 球員
尼爾出身艾迪爾人，其後南下分別效力和；再返回蘇格蘭加盟咸美頓，2013年開始擔任球員兼領隊，翌年帶領球隊透過附加賽升上蘇超。

### 領隊

#### 咸美頓
2013年4月尼爾（當時已經參與執教俱樂部的青年隊）被臨時任命為球員兼領隊。 他於同年5月24日被正式任命為球隊主教練，當時他 31 歲。在弗蘭基·麥卡沃伊的協助下，尼爾帶領俱樂部在他的第一個賽季透過附加賽升上蘇超。咸美頓隨後在2014-15蘇超賽季中開局良好，76 年來首次客場擊敗凱爾特人。

#### 诺里奇
2015年1月，诺里奇城領隊尼爾·阿當斯（Neil Adams）以成績未達理想而宣佈請辭，1月9日，諾域治與咸美頓達成賠償協議後，聘請尼爾接任新領隊，簽署一年滾動合約，時年僅33歲，是英格蘭足球聯賽中第二年青的主帥。於2月諾域治5戰5勝，100%的得勝率使他獲選英冠2月份最佳領隊。他們在英冠中獲得第三名並進入附加賽，在半決賽中，他們在兩回合比賽中以總比分4-2擊敗了德比對手伊普斯维奇。同年5月25日，尼爾帶領諾維奇在 2015 年足球聯賽冠軍附加賽決賽中以 2-0 戰勝米德爾斯堡，升上2015-16賽季英超聯賽。在2015年的夏天，尼爾與諾維奇城簽訂了一份新合同。

## 榮譽
咸美頓
- 蘇格蘭足球甲級聯賽 (1)：2007/08年
- 蘇超升降附加賽 (1)：2013/14年

## 外部連結
- 足球数据库：阿莱斯·尼尔的球员统计数据
- Profile at acciesfc.co.uk